# Trophée Max-Kaminsky
Pour les articles homonymes, voir Kaminsky.
Le trophée Max Kaminsky est remis annuellement au meilleur défenseur de hockey sur glace de la Ligue de hockey de l'Ontario. 
Le trophée honore Max Kaminsky ancien entraîneur des Teepees de Saint-Catharines vainqueur de la Coupe Memorial en 1960 et mort peu de temps après. Avant 1969, le trophée récompensait le joueur avec le meilleur état d'esprit.

## Palmarès
Le trophée est décerné chaque année depuis 1970 à l'exception de 2021.
- 1969-1970 – Ron Plumb, Petes de Peterborough
- 1970-1971 – Jocelyn Guevremont, Canadiens Juniors de Montréal
- 1971-1972 – Denis Potvin, 67 d'Ottawa
- 1972-1973 – Denis Potvin, 67 d'Ottawa
- 1973-1974 – Jim Turkiewicz, Petes de Peterborough
- 1974-1975 – Mike O'Connell, Canadians de Kingston
- 1975-1976 – Rick Green, Knights de London
- 1976-1977 – Craig Hartsburg, Greyhounds de Sault Ste. Marie
- 1977-1978 – Brad Marsh, Knights de London; Rob Ramage, Knights de London
- 1978-1979 – Greg Theberge, Petes de Peterborough
- 1979-1980 – Larry Murphy, Petes de Peterborough
- 1980-1981 – Randy Boyd, 67 d'Ottawa
- 1981-1982 – Ron Meighan, Flyers de Niagara Falls
- 1982-1983 – Al MacInnis, Rangers de Kitchener
- 1983-1984 – Brad Shaw, 67 d'Ottawa
- 1984-1985 – Bob Halkidis, Knights de London
- 1985-1986 – Jeff Brown, Wolves de Sudbury et Terry Carkner, Petes de Peterborough
- 1986-1987 – Kerry Huffman, Platers de Guelph
- 1987-1988 – Darryl Shannon, Spitfires de Windsor
- 1988-1989 – Bryan Fogarty, Thunder de Niagara Falls
- 1989-1990 – John Slaney, Royals de Cornwall
- 1990-1991 – Chris Snell, 67 d'Ottawa
- 1991-1992 – Drake Berehowsky, Centennials de North Bay
- 1992-1993 – Chris Pronger, Petes de Peterborough
- 1993-1994 – Jamie Rivers, Wolves de Sudbury
- 1994-1995 – Bryan Berard, Red Wings Junior de Détroit
- 1995-1996 – Bryan Berard, Whalers de Détroit
- 1996-1997 – Sean Blanchard, 67 d'Ottawa
- 1997-1998 – Chris Allen, Frontenacs de Kingston
- 1998-1999 – Brian Campbell, 67 d'Ottawa
- 1999-2000 – John Erskine, Knights de London
- 2000-2001 – Alexei Semionov, Wolves de Sudbury
- 2001-2002 – Erik Reitz, Colts de Barrie
- 2002-2003 – Brendan Bell, 67 d'Ottawa
- 2003-2004 – James Wisniewski, Whalers de Plymouth
- 2004-2005 – Danny Syvret, Knights de London
- 2005-2006 – Andrej Sekera, Attack d'Owen Sound
- 2006-2007 – Marc Staal, Wolves de Sudbury
- 2007-2008 – Drew Doughty, Storm de Guelph
- 2008-2009 – Ryan Ellis, Spitfires de Windsor
- 2009-2010 – Jake Muzzin, Greyhounds de Sault Ste. Marie
- 2010-2011 – Ryan Ellis, Spitfires de Windsor
- 2011-2012 – Dougie Hamilton, IceDogs de Niagara
- 2012-2013 – Ryan Sproul, Greyhounds de Sault Ste. Marie
- 2013-2014 – Aaron Ekblad, Colts de Barrie
- 2014-2015 – Anthony DeAngelo, Sting de Sarnia et Greyhounds de Sault Ste. Marie
- 2015-2016 – Mikhaïl Sergatchiov, Spitfires de Windsor
- 2016-2017 – Darren Raddysh, Otters d'Érié
- 2017-2018 – Nicolas Hague, Steelheads de Mississauga
- 2018-2019 – Evan Bouchard, Knights de London
- 2019-2020 – Noel Hoefenmayer, 67 d'Ottawa
- 2021-2022 – Nathan Staios, Bulldogs de Hamilton
- 2022-2023 – Pavel Mintyukov, Spirit de Saginaw et 67 d'Ottawa
- 2023-2024 – Zayne Parekh, Spirit de Saginaw